# Palavàs
Palavàs (en francès Palavas-les-Flots) és un municipi occità del Llenguadoc, situat al departament de l'Erau, a la regió d'Occitània.